# Amíntor (hijo de Egipto)
En la mitología griega, Amíntor (Ἀμύντωρ / Amýntōr) era uno de los 50 hijos de Egipto. Se casó con Damone, una de las hijas del hermano de Egipto, Dánao, llamadas danaides. Al igual que todos sus hermanos excepto Linceo, fue asesinado por su esposa durante su noche de bodas.